# Edward Vissers
Edward Vissers (Amberes, 4 de julio de 1912 - Amberes, 2 de abril de 1994) fue un ciclista belga que fue profesional entre 1932 y 1942. En estos años consiguió 14 victorias.

## Palmarés
- 1932 (amateur)
  - Campeón de Flandes
  - 1º en Duffel
- 1934
  - 1º en el Premio de Aarschot
  - 1º en el Premio de Hoboken
  - 1º en el Critérium de Herve
  - 1º en el Critérium de Oostende
- 1935 
  - 1º en el Campeonato de la Provincia de Amberes
  - 1º en el Critèrium de Amberes
  - 1º en el Premio de Kontich
- 1936 
  - 1º en el Gran Premio Ambiorix a Tongeren,
  - 1º en el Premio de Wilrijk
  - Vencedor de una etapa de la Vuelta en Suiza
- 1937 
  - Vencedor de una etapa del Tour de Francia
- 1939 
  - 1º en la París-Belfort
  - Vencedor de una etapa del Tour de Francia
- 1942 
  - 1º en el Premio de Ingelmunster

### Resultados al Tour de Francia
- 1937. 6º de la clasificación general y vencedor de una etapa
- 1938. 4º de la clasificación general
- 1939. 5º de la clasificación general y vencedor de una etapa